# 悲しきASIAN BOY
「悲しきASIAN BOY」（かなしきエイジアンボーイ）は1994年2月21日に発売されたTHE YELLOW MONKEY3枚目のシングル。発売元は日本コロムビア・トライアドレーベル。

## 概要
- 3rdアルバム『jaguar hard pain』の先行シングルとしてリリース。自身初のオリコンチャート入りを果たした。
- アルバムの主人公であるジャガーになりきるため、このシングルのジャケットで吉井は髪を坊主にしている。また、ミュージックビデオでは鼻血を出している。
- 前作『アバンギャルドで行こうよ』同様、化粧品のCMのタイアップを狙い、歌詞に「桜色の“口唇”に」というフレーズを盛り込んだが、結果的にノンタイアップとなった[1]。
- ミュージックビデオの監督は鈴木勝夫、プロデューサーは梶田裕貴と森田空海[2]。

## 批評家の反応
水村達也（ライター）は、本曲を以下のように評している。

## 収録曲
1. 悲しきASIAN BOY
（作詞・作曲：吉井和哉 / 編曲：THE YELLOW MONKEY）
吉井によると、この曲は水前寺清子「ありがとうの歌」や軍歌などの影響を受けている。ライブでは欠かさず披露されていた曲であり、吉井の「暁に果てるまで、悲しきASIAN BOY」の叫び声から始まるのが恒例であった。また、吉井が日本の国旗への敬礼を促し、観客がそれに呼応して敬礼をする場合があり、この際の敬礼を吉井がそうするようにヒジを伸ばして行う者たちもいる。ライブにより曲終わりに「We are No.1 Japanese rock'n roll band THE YELLOW MONKEY」「We are No.1 rock'n roll Asian THE YELLOW MONKEY」等の叫びが加えられる。三島事件における三島由紀夫の切腹を演じることもライブパフォーマンスとしてよく知られる。
2013年に行われたファン投票で16位を獲得し、『イエモン-FAN'S BEST SELECTION-』に収録された。
ABCラジオ『ABCミュージックパラダイス』1994年3月度ミューパライチ押しナンバー
2. 赤裸々GO!GO!GO!
（作詞・作曲：吉井和哉 / 編曲：THE YELLOW MONKEY）
アップテンポなナンバー。ライブではサビの「GO!GO!」に合わせて観客が腕を振り上げる。

## 収録作品
＃1. 悲しきASIAN BOY
- 『jaguar hard pain』（1994年3月1日）
- 『TRIAD YEARS actII〜THE VERY BEST OF THE YELLOW MONKEY』（1997年4月19日）
- 『TRIAD COMPLETE BOX』（1997年12月10日）※DISC6にはカラオケバージョン
- 『THE YELLOW MONKEY SINGLE COLLECTION』（1998年12月10日）
- 『SO ALIVE』（1999年5月26日）※ライブテイク
- 『MOTHER OF ALL THE BEST』（2004年12月8日）
- 『Romantist Taste 2012』（2012年10月10日）※ライブテイク
- 『イエモン-FAN'S BEST SELECTION-』（2013年7月31日）
- 『THE YELLOW MONKEY IS HERE. NEW BEST』（2017年5月21日）※セルフカバー

＃2. 赤裸々GO!GO!GO!
- 『jaguar hard pain』（1994年3月1日）
- 『TRIAD YEARS actI〜THE VERY BEST OF THE YELLOW MONKEY』（1996年12月7日）
- 『TRIAD COMPLETE BOX』（1997年12月10日）

## カバー
＃1. 悲しきASIAN BOY
- タオルズ（2006年9月20日、アルバム『Boys and Girls』収録）